# Tatsunori Ōtsuka
Tatsunori Ōtsuka (大塚 達宣?, Ōtsuka Tatsunori; Hirakata, 5 novembre 2000) è un pallavolista giapponese, schiacciatore della Powervolley Milano.

## Carriera

### Club
La carriera di Tatsunori Ōtsuka inizia nei tornei scolastici giapponesi con il Rakunan. In seguito gioca nella formazione della Waseda Daigaku, con la quale viene premiato come miglior esordiente al Torneo Kurowashiki 2019. Parallelamente alla carriera universitaria inizia anche quella da professionista, debuttando coi Panasonic Panthers a stagione in corso in V.League Division 1, precisamente nel gennaio 2022, e ricevendo il premio come miglior esordiente: nel corso del triennio trascorso nel club viene anche inserito nel sestetto ideale della V.League Division 1 e vince una Coppa dell'Imperatore.
Nel campionato 2024-25 si trasferisce in Italia grazie all'ingaggio della Powervolley Milano, in Superlega.

### Nazionale
Fa parte della nazionale giapponese under 19 che si aggiudica la medaglia d'oro al campionato asiatico e oceaniano 2017 e quella di bronzo al campionato mondiale 2017; con la selezione under 23 vince invece il bronzo al campionato asiatico e oceaniano 2019.
Nel 2021 debutta in nazionale maggiore durante la Volleyball Nations League, oltre a partecipare ai Giochi della XXXII Olimpiade e vincere l'argento al campionato asiatico e oceaniano. Nel 2023 vince la medaglia di bronzo alla Volleyball Nations League, quella d'oro al campionato asiatico e oceaniano e un altro argento alla Coppa del Mondo, mentre un anno dopo si aggiudica l'argento alla Volleyball Nations League e partecipa ai Giochi della XXXIII Olimpiade.

## Palmarès

### Club
- Coppa dell'Imperatore: 1

2023

### Nazionale (competizioni minori)
- Campionato asiatico e oceaniano under 18 2017
- Campionato mondiale under 19 2017
- Campionato asiatico e oceaniano under 23 2019

### Premi individuali
- 2019 - Torneo Kurowashiki: Miglior esordiente
- 2022 - V.League Division 1: Miglior esordiente
- 2023 - V.League Division 1: Sestetto ideale